# (15247) 1989 WS
1989 دابليو أس (ويعرف أيضًا باسم (15247) 1989 دابليو أس وفق تسمية الكوكب الصغير) (بالإنجليزية: 1989 WS)‏ هو كويكب ضمن حزام الكويكبات؛ وترتيبه 15247 من حيث الاكتشاف.
اكتُشف هذا الجُرم الفلكي بواسطة سيجي أويدا في 20 نوفمبر 1989.

## وصلات خارجية
- (15247) 1989 WS في قاعدة بيانات مختبر الدفع النفاث لأجرام النظام الشمسي الصغيرة

- الاكتشاف · مخطط المدار ·  العناصر المدارية · المعلمات المادية

- (15247) 1989 WS على موقع ويكي سكاي: DSS2, SDSS, GALEX, IRAS, Hydrogen α, X-Ray, Astrophoto, Sky Map, Articles and images